# The Blood of Jesus
The Blood of Jesus (tyt.oryg. The Blood of Jesus) – amerykański film z 1941 w reżyserii Spencera Williamsa.